# Sebring (Ohio)
Sebring – wieś w USA, w stanie Ohio, w hrabstwie Mahoning. Według danych z 2000 roku miejscowość miała 3900 mieszkańców.